# Nhị nguyên thân-tâm

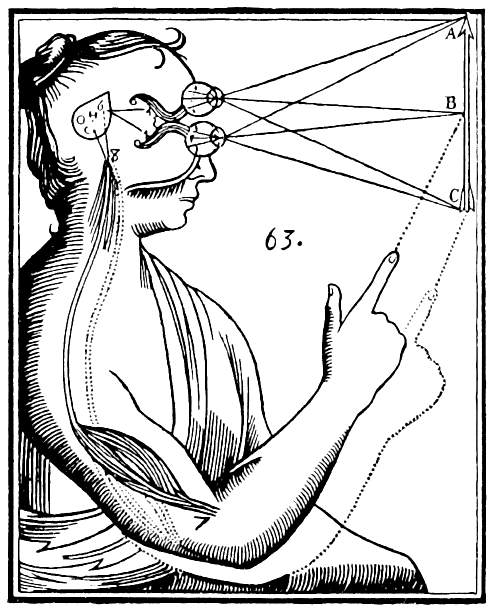
Minh họa của René Descartes về thuyết nhị nguyên. Đầu vào được chuyển bởi các cơ quan giác quan đến tuyến tùng trong não và từ đó đến tinh thần phi vật chất.

Trong triết học tinh thần, thuyết nhị nguyên tâm - thân hoặc thuyết nhị nguyên thân-tâm biểu thị quan điểm rằng các hiện tượng tinh thần là phi vật chất, hoặc tâm trí và cơ thể là khác biệt và có thể tách rời nhau. Do đó, thuyết này bao gồm một tập hợp các quan điểm về mối quan hệ giữa tâm trí và vật chất, cũng như giữa chủ thể và khách thể, và tương phản với các quan điểm khác, chẳng hạn như chủ nghĩa vật chất và chủ nghĩa duy hành, trong vấn đề thân-tâm.
Aristotle đã chia sẻ quan điểm của Plato về nhiều linh hồn và xây dựng thêm một cách sắp xếp thứ bậc, tương ứng với các chức năng đặc biệt của thực vật, động vật và con người: một linh hồn dinh dưỡng của sự tăng trưởng và trao đổi chất mà cả ba đều có chung; một linh hồn cảm nhận được nỗi đau, niềm vui và ước muốn mà chỉ con người và các động vật khác chia sẻ; và lý do duy nhất chỉ dành cho con người. Theo quan điểm này, linh hồn là dạng hylomorphic của một sinh vật có thể sống được, trong đó mỗi cấp của hệ thống phân cấp chính thức vượt trội so với chất của cấp trước. Đối với Aristotle, hai linh hồn đầu tiên, dựa trên cơ thể, sẽ diệt vong khi sinh vật sống chết, trong khi vẫn là một phần trí tuệ bất tử và vĩnh viễn của tâm trí. Tuy nhiên, đối với Plato, linh hồn không phụ thuộc vào thể xác; ông tin vào metempsychosis, sự di chuyển của linh hồn đến một cơ thể vật chất mới.
Thuyết nhị nguyên này gắn liền với tư tưởng của René Descartes (1641), người cho rằng tâm trí là một vật chất phi vật lý - và do đó, phi không gian - vật chất. Descartes đã xác định rõ ràng tâm trí với ý thức và sự tự nhận thức và phân biệt điều này với bộ não như là trụ sở của trí thông minh. Do đó, ông là người đầu tiên đặt ra vấn đề tâm trí - cơ thể ở dạng mà nó tồn tại ngày nay. Thuyết nhị nguyên đối lập với nhiều loại thuyết nhất nguyên khác nhau. Thuyết nhị nguyên về bản chất trái ngược với tất cả các hình thức của chủ nghĩa duy vật, nhưng thuyết nhị nguyên về thuộc tính có thể được coi là một dạng của chủ nghĩa duy vật mới nổi hoặc chủ nghĩa vật chất không giản lược theo một nghĩa nào đó.